# Day by Day (альбом Дорис Дэй)
Day by Day — студийный альбом американской певицы Дорис Дэй, выпущенный 17 декабря 1956 года на лейбле Columbia Records. На данном альбоме певица и аранжировщик Пол Уэстон пыталась создать нечто похожее на концептуальный альбом, собрав группу песен о любви, в основном 1930-х и 40-х годов (единственным исключением были «Autumn Leaves») и придав им всем интимные аранжировки.

## Отзывы критиков
Уильям Рульманн высоко оценил альбом, однако всё же отметил, что в некоторые моменты, как в песне «But Not for Me», Дэй не воспользовалась возможностью проникнуть в глубину лирики, оставаясь на поверхности.

## Список композиций
| №  | Название                   | Автор(ы)                          | Длительность |
| -- | -------------------------- | --------------------------------- | ------------ |
| 1. | «The Song Is You»          | Джером Керн, Оскар Хаммерстайн II | 3:19         |
| 2. | «Hello, My Lover, Goodbye» | Джонни Грин, Эдвард Хейман        | 3:38         |
| 3. | «But Not for Me»           | Джордж Гершвин, Айра Гершвин      | 2:38         |
| 4. | «I Remember You»           | Виктор Шерзингер, Джонни Мерсер   | 4:02         |
| 5. | «I Hadn’t Anyone Till You» | Рей Нобл                          | 3:04         |
| 6. | «But Beautiful»            | Джимми Ван Хьюзен, Джонни Берк    | 3:24         |

| №                   | Название                          | Автор(ы)                               | Длительность |
| ------------------- | --------------------------------- | -------------------------------------- | ------------ |
| 1.                  | «Autumn Leaves»                   | Жозеф Косма, Жак Превер, Джонни Мерсер | 3:03         |
| 2.                  | «Don’t Take Your Love from Me»    | Генри Немо                             | 3:24         |
| 3.                  | «There Will Never Be Another You» | Гарри Уоррен, Мак Гордон               | 2:43         |
| 4.                  | «Gone with the Wind»              | Херб Магидсон, Элли Врубель            | 2:47         |
| 5.                  | «The Gypsy in My Soul»            | Клэй Боланд, Моэ Джафф                 | 3:02         |
| 6.                  | «Day by Day»                      | Аксель Стордаль, Пол Уэстон, Сэмми Кан | 3:23         |
| Общая длительность: | Общая длительность:               | Общая длительность:                    | 38:27        |